# ادبیات سومری

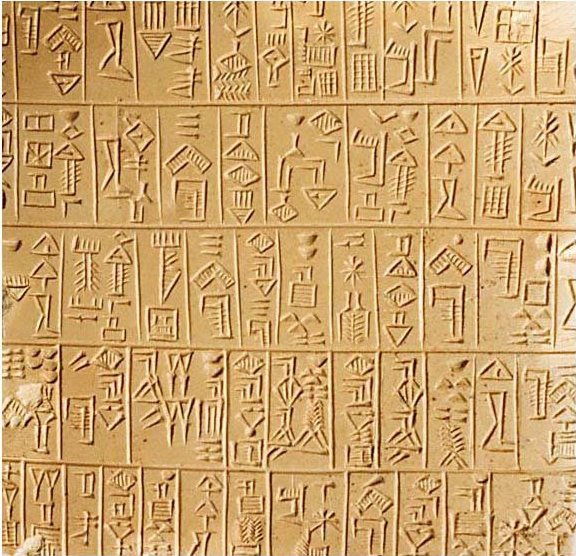
کتیبه سومری بر روی پلاک سنگی سرامیکی

ادبیات سومری نخستین پوسته شناخته شده ادبیات ضبط شده، از جمله نوشتارهای مذهبی و دیگر داستانهای سنتی است که توسط تمدن سومری نگهداری می‌شود و تا حد زیادی توسط امپراطوری‌های بعدی اکدیان و بابل حفظ می‌شود. این پیشینه‌ها به زبان سومری در دوره برنز میانه نوشته شده است.
سومری‌ها یکی از نخستین سیستم‌های نوشتن را اختراع کردند و خط میخی سومری را که از سیستم‌های اولیه نوشتن نسختین در حدود قرن ۳۰ قبل از میلاد ساخته شده بود، گسترش دادند. زبان سومری حتی در امپراتوری‌های اکدیان و بابل در استفاده رسمی و ادبی باقی مانده است، حتی پس از ناپدید شدن زبان گفتاری از جمعیت. سواد خواندن و نوشتن به سومری گسترده بود، و متون سومری که دانش آموزان آنها را کپی می‌کردند، تأثیر زیادی بر ادبیات بابل می‌گذارد.

## شعر
بیشتر ادبیات سومری از چپ به راست نوشته شده است، و می‌تواند شامل سازمانی مبتنی بر خط مانند کوپل یا تنگه باشد، اما تعریف سومری از شعر ناشناخته است. قافیه وجود ندارد، اگرچه «اثرات مقایسه گاهی مورد سوء استفاده قرار می‌گرفت.» این برنامه از طرح بندی هجومی استفاده نمی‌کند، و سیستم نوشتاری مانع از شناسایی ریتم، متر، قافیه، یا واج‌آرایی می‌شود. به نظر می‌رسد تحلیل کمی از دیگر ویژگیهای شاعرانه ممکن نیست یا به طرز مخفی توسط کاتبان که این نگارش را ثبت کرده‌اند پنهان شده است.

## آثار ادبی
کارهای مهم شامل موارد زیر است:
- شعر و سرودهای انهدوآنا
- یک افسانه آفرینش و سیل (ترجمه)
- سه چرخه حماسه:
  - دو افسانه انمرکار:
    - انمرکار و ارباب اراتا (ترجمه)
    - انمرکار و انشوگیرآنا (ترجمه)

  - دو داستان از لوگالاندا در جریان لشگرکشی انمرکار علیه آراتا:
    - لوگالاندا در غار کوه (ترجمه)
    - لوگالاندا و پرنده آنزود (ترجمه)

  - پنج داستان در چرخه حماسه گیلگمش:
    - گیلگمش و هوواوا (نسخه A , نسخه B)
    - نرگاو آسمان (ترجمه)
    - گیلگمش و آقا (ترجمه)
    - بیلگمس و جهان زیرین (ترجمه)
    - مرگ بیلگمس (ترجمه)
- سرود معبد کش (ترجمه)
- Lament for Ur (ترجمه)
- مجموعه ای از شعرهای طولانی دربارهٔ بهره‌برداری از الهه اینانا
  - اینانا و مس (ترجمه)
  - اینانا و ابیه (ترجمه)
  - اینانا و شوکلتودا (ترجمه)
  - داستان گودام (ترجمه)
  - اینانا و آن (ترجمه)
  - نزول اینانا به عالم اموات (ترجمه)
  - رؤیای دوموزید (ترجمه)